# Kouznetsov NK-12

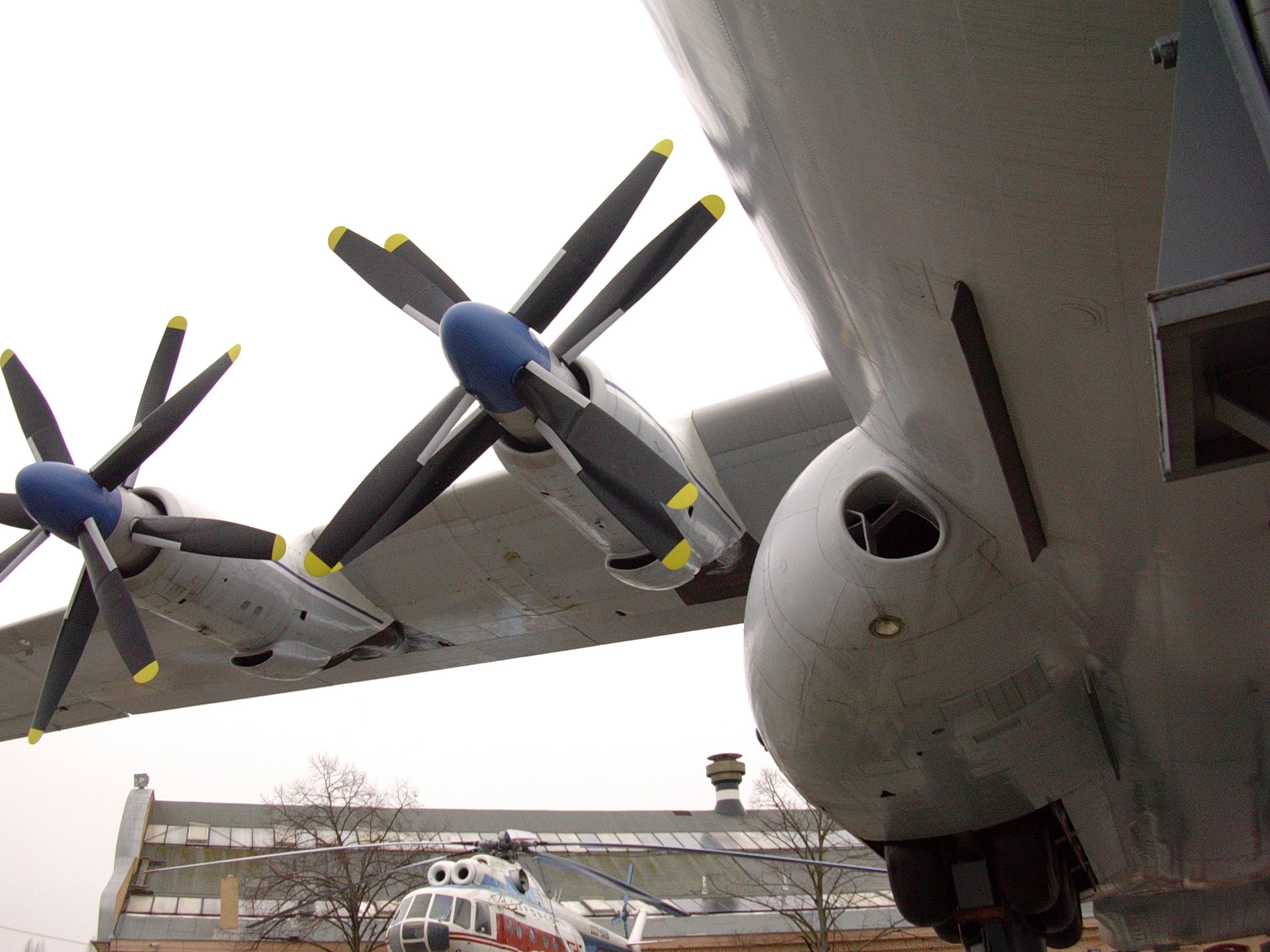
Moteurs de l’Antonov An-22.

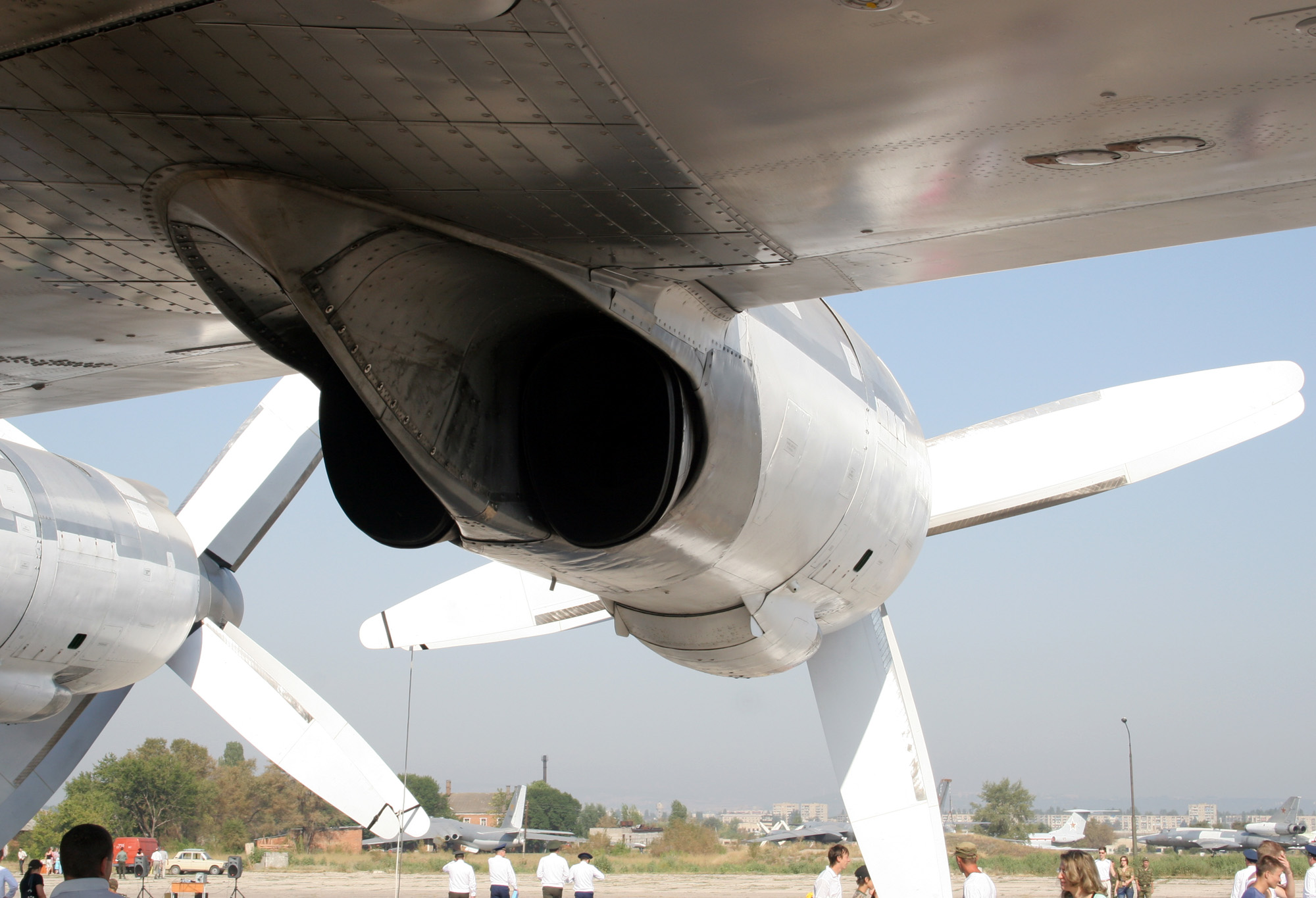
Échappement de moteurs NK-12 sur une nacelle de Tu-95.

Le Kouznetsov NK-12 est un turbopropulseur conçu dans les années 1950 en Union soviétique par le bureau d’études Kouznetsov. Il entraîne deux hélices contrarotatives quadripales de 5,6 m de diamètre (6,2 m pour la variante NK-12MA) et pèse 1 155 kg (NK-12MV).

## Historique
Le turbopropulseur NK-12 a été à l'origine développé après la Seconde Guerre mondiale par une équipe d'ingénieurs allemands issus de la Junkers sous la direction de Ferdinand Brandner (de), à partir d'études allemandes effectuées à la fin de la guerre. Le premier résultat de cet effort de conception est le turbopropulseur Jumo 022, développant 6 000 chevaux pour une masse de trois tonnes. Un moteur de 5 000 chevaux est ensuite conçu, qui ne pèse que 1 700 kilogrammes et est achevé en 1947. L'évolution vers le TV-12 de 12 000 chevaux a nécessité une utilisation intensive de nouveaux alliages développés par les Soviétiques et est achevée en 1951.
Le NK-12M développe 8 948 kW, augmentés avec le NK-12MV à 11 033 kW et atteignant 11 185 kW (15 000 chevaux) dans le NK-12MA. Le NK-12 est de loin le plus puissant turbopropulseur jamais construit, seuls les récents Ivtchenko-Progress D-27 et Europrop TP400-D6 s'en approchant. Il motorise, dans sa variante NK-12MV, le bombardier Tupolev Tu-95 / Tu-142, l’avion de ligne Tupolev Tu-114 (qui est toujours l’aéronef propulsé par un turbopropulseur le plus rapide au monde) et, dans sa variante NK-12MA, l’Antonov An-22 — le plus grand avion du monde à sa sortie. Le moteur a également été utilisé pour motoriser différents types d’engins d’assaut amphibie comme l’A-90 Orlyonok, un aéronef à effet de sol. 
Les hélices contrarotatives sont entraînées par un compresseur axial à 14 étages ce qui lui permet des taux de compression entre 9:1 et 13:1 suivant l'altitude ; le taux de compression pouvant également être piloté par les aubes directrices d'entrée et le réglage de la tuyère. La chambre de combustion est de type à tube de flamme : chaque injecteur est dans un tube de flamme (chambre tubulaire) qui se termine dans une chambre annulaire commune. L'unique turbine est axiale et compte cinq étages. Le débit massique est de 65 kg/s.

## Applications
- A-90 Orlyonok
- Antonov An-22
- Tupolev Tu-95
- Tupolev Tu-142
- Tupolev Tu-114